# Ipomoea violacea
Ipomoea violacea – gatunek roślin zielnych należący do rodziny powojowatych. W Polsce uprawiany jako roślina ozdobna.

## Morfologia
ŁodygaPnąca się, owijajająca się wokół podpór. Osiąga wysokość do 3 m.
LiścieCiemnozielone, sercowate, ogonkowe.
KwiatyW kształcie szerokorozwartego kielicha, o średnicy do 4 cm.

## Znaczenie
- Roślina ozdobna: służy do okrywania ogrodzeń, balkonów, altan.
- Psychodelik: nasiona Ipomoea violacea zawierają znaczne ilości alkaloidów ergolinowych o działaniu psychoaktywnym, głównie erginę, ale również lizergol i ergonowinę.